# Château Saint-Pierre (domaine viticole)
Pour les articles homonymes, voir Château Saint-Pierre (homonymie).
Le château Saint-Pierre est un domaine viticole situé en AOC saint-julien. Il est classé quatrième cru en 1855.

## Histoire

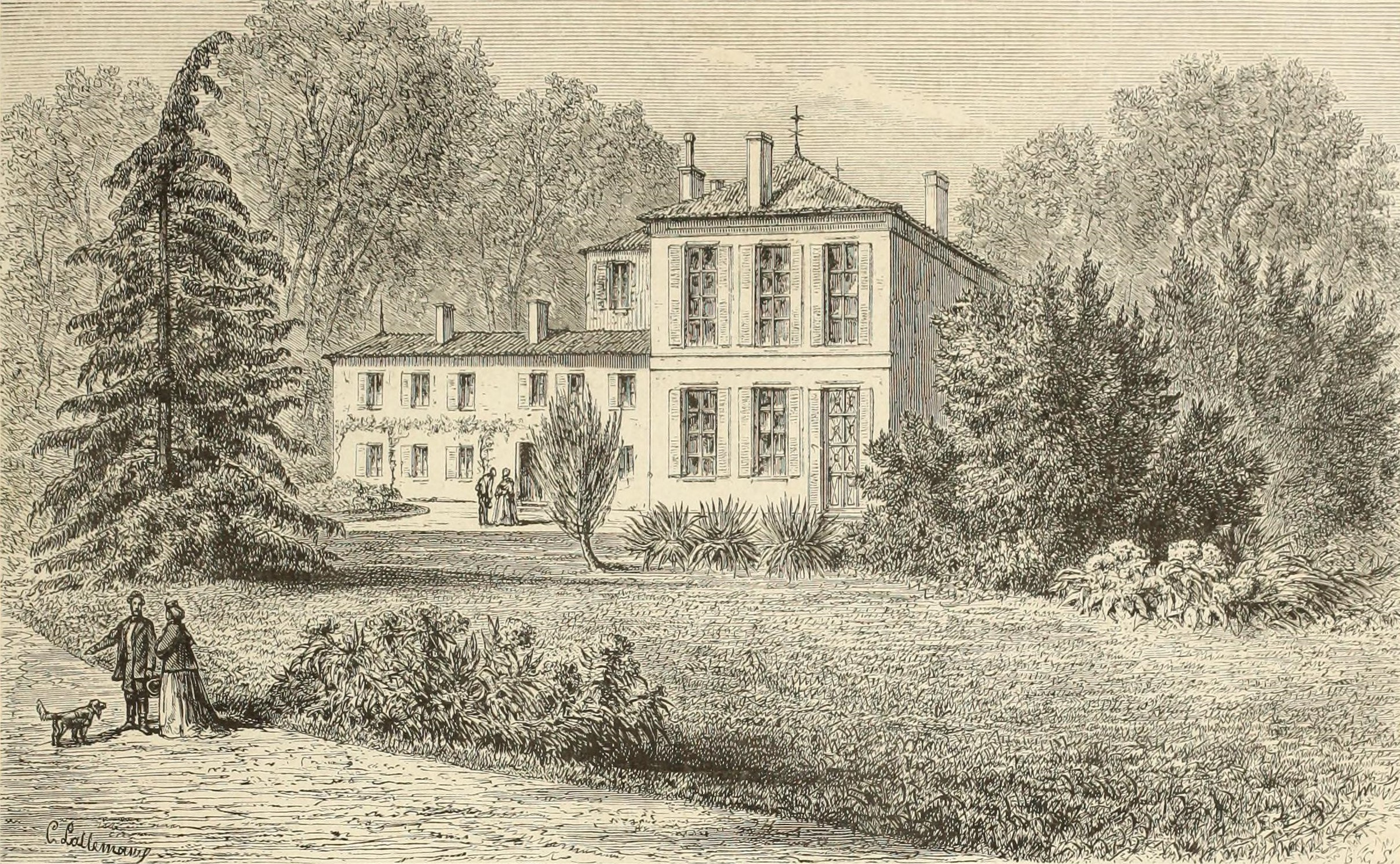
Illustration du Château Saint-Pierre en 1838.

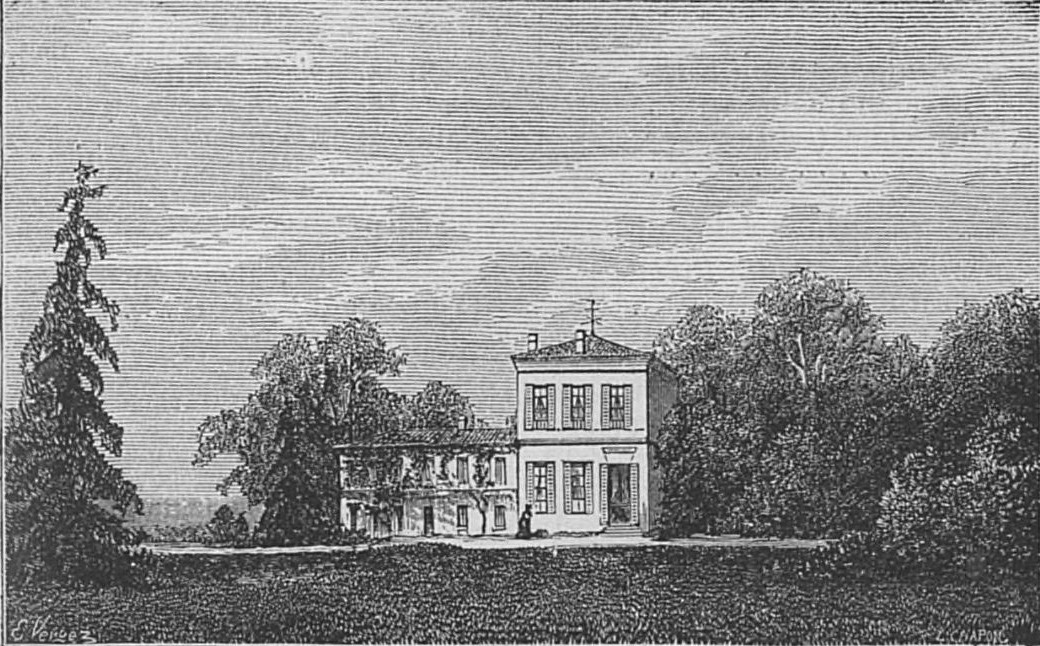
Illustration du Château Saint-Pierre en 1893.

L'histoire viticole de Château Saint-Pierre, remonte au XVIIe siècle : en 1693, les archives attestent l'existence d'une propriété vinicole, appelée « Serançan », appartenant au marquis de Cheverry. En 1767, le baron de Saint-Pierre s'en porte acquéreur et, selon l'usage de l'époque, lui donne son nom. À sa mort en 1796, sa propriété fut léguée à ses deux filles, épouses de M. Bontemps-Dubarry et M. Dubouilh. Elle resta en indivision jusqu'en 1832, après quoi quelques parcelles furent cédées et le restant du domaine scindé entre Bontemps-Dubarry et Sevaistre.
À l'occasion de l'établissement de la classification officielle des vins de Bordeaux de 1855, Château Saint-Pierre est classé quatrième cru.
C'est à l'initiative de la maison de négoce anversoise Van den Bussche que le château retrouvera son unité, avec l'acquisition de la vigne de Sevaistre en 1922 suivie de celle de Bontemps-Dubarry l'année suivante. Mme. Kappelhoff veuve conserva cependant le château construit au XIXe siècle sur deux étages dans un petit parc situé à l'orée du village de Beychevelle sur la route de Bordeaux à Pauillac, ainsi que des vignes pour produire 20 tonneaux de Château de Bontemps-Dubarry.
En 1981, Henri Martin, surnommé « l’âme du Médoc » et maire de Saint-Julien-Beychevelle (1947-1989), fait l'acquisition du château, puis du vignoble de Château Saint-Pierre-Sevaistre à Paul Castelein, successeur des Van den Bussche, l'année suivante. Fondateur et propriétaire de Château Gloria, pour lequel il ne peut obtenir la révision du classement de 1855, Henri Martin doit se résoudre à faire l'acquisition d'un cru classé à l'âge de 78 ans. Pour l’anecdote, le vignoble de Château Gloria, patiemment constitué au fil d'achats successifs depuis les années 30, comprenait déjà quelques parcelles auparavant achetées à Saint-Pierre.
La fille d'Henri Martin, Françoise Triaud, est la propriétaire actuelle et son époux Jean-Louis Triaud assure la direction du domaine.

## Vignoble et terroir
Le vignoble est situé en AOC saint-julien, à l'entrée de la commune de Beychevelle, « au milieu d'une glorieuse pléiade d'élites que forment les crûs de Gruaud-Larose, Léoville, Beaucaillou, Lagrange, Langoa et Branaire-du-Luc » d'après la IIIe édition (1874) du Cocks et Féret. Avec une superficie de 17 ha, il s'agit du cru classé ayant le plus petit vignoble de l'appellation.[réf. nécessaire]
Le terroir bénéficie d'un sol de graves garonnaises günziennes, sur une base argilo-sablonneuse.
Les vignes sont anciennes (moyenne d'âge de 50 ans), composées à 75 % de cabernet sauvignon, 15 % de merlot et 10 % de cabernet franc. Taillé en guyot double, le vignoble affiche un rendement d'une moyenne de 45 hl/ha pour une densité de plantation de 10 000 pieds à l'hectare.

## Vins
Après des vendanges manuelles, la récolte effectue un passage sur une table de tri équipée d’une trieuse optique, puis est vinifiée dans des cuves en acier inox thermorégulées situées dans les chais communs au Château Gloria sous la conduite technique de Rémi di Constanzo. L'élevage s'effectue en fûts, pendant 14 à 16 mois, renouvelés par moitié tous les ans.
Le domaine produit en moyenne 75 000 bouteilles par an. La part de la production qui n'entre pas dans le grand vin est utilisée pour produire le second vin « Esprit de Saint-Pierre ».
D'après le critique américain Robert M. Parker, « [la propriété] élabore des saint-julien classiques, sensationnels de concentration et d’intensité, mais plus puissants, épais et musclés que, par exemple, ceux de Ducru-Beaucaillou ou Beychevelle ».
| Millésime | Assemblage (% Cabernet-sauvignon / Merlot / Cabernet franc) | Note Parker | Note Gault & Millau | Note La RVF |
| --------- | ----------------------------------------------------------- | ----------- | ------------------- | ----------- |
| 1982      | [●] / [●] / [●][Quoi ?]                                     | 89          | [●]                 | [●]         |
| 1985      | [●] / [●] / [●]                                             | 87          | [●]                 | [●]         |
| 1990      | [●] / [●] / [●]                                             | 90          | 16                  | [●]         |
| 1994      | [●] / [●] / [●]                                             | 86          | [●]                 | [●]         |
| 1995      | [●] / [●] / [●]                                             | 87          | [●]                 | [●]         |
| 1996      | [●] / [●] / [●]                                             | 88+         | [●]                 | 16,5        |
| 1998      | [●] / [●] / [●]                                             | 87-88       | [●]                 | [●]         |
| 1999      | [●] / [●] / [●]                                             | 87          | [●]                 | [●]         |
| 2000      | 75 / 25 / -                                                 | 89          | 18                  | [●]         |
| 2001      | 70 / 25 / 5                                                 | 89          | 18                  | [●]         |
| 2002      | 75 / 20 / 5                                                 | 89          | 18,5                | [●]         |
| 2003      | 79 / 20 / 1                                                 | 93+         | 17,5                | [●]         |
| 2004      | 79 / 21 / -                                                 | 92          | 17                  | [●]         |
| 2005      | 70 / 30 / -                                                 | 93          | 18                  | 17,5        |
| 2006      | 73 / 27 / -                                                 | 93          | 18                  | 16,5        |
| 2007      | 73 / 27 / -                                                 | 90-92       | 17                  | [15-16]     |
| 2008      | 83 / 17 / -                                                 | 93          | 17                  | 17          |
| 2009      | 81 / 19 / -                                                 | 98          | 16,5                | 18          |
| 2010      | 78 / 22 / -                                                 | 97          | 17                  | 18          |
| 2011      | 81 / 15 / 4                                                 | 87+         | 17                  | 16          |
| 2012      | [●] / [●] / [●]                                             | 91          | 17                  | 16,5        |
| 2013      | [●] / [●] / [●]                                             | [●]         | 15                  | 16          |
| 2014      | [●] / [●] / [●]                                             | [●]         | [●]                 | [●]         |
| 2015      | [●] / [●] / [●][Quoi ?]                                     | [●]         | [●]                 | [●]         |